# Cão-pastor-rei
O pastor-rei é uma raça de cão americana desenvolvida na década de 1990 a partir do cruzamento do pastor-alemão com o Pastor shiloh e linhagens europeias de pastor-alemão-de-pelo-comprido com malamute-do-alasca.

## Descrição

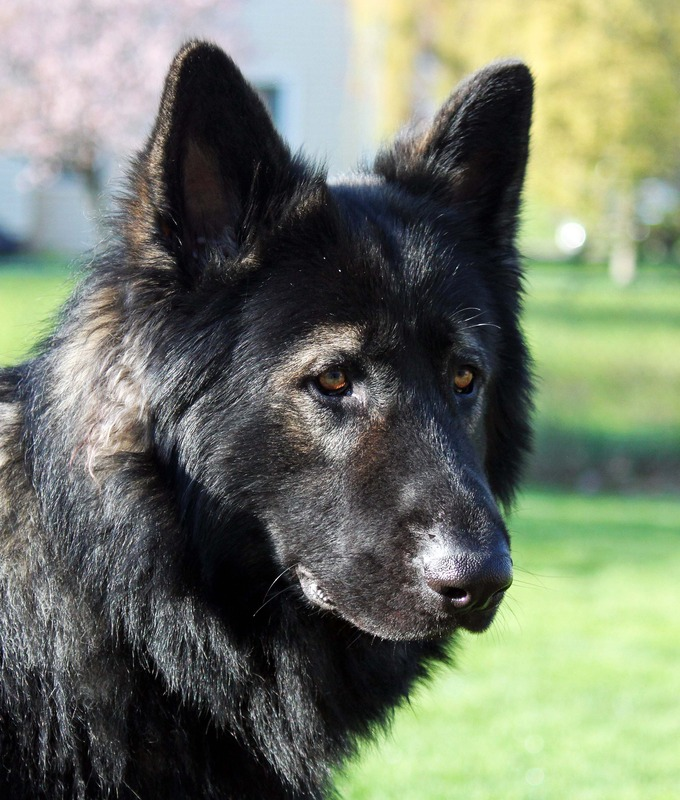
Pastor rei adulto

O Pastor rei é uma raça de grande porte. De acordo com a Associação Americana de Raças Raras os machos possuem mais de 74 cm de altura na cernelha e devem ter um peso ideal de 59 a 68 kg, enquanto as fêmeas tem 69 cm de altura e, de preferência, de 41 a 50 kg de peso corpóreo.
A construção física deste cão é muscular, longa e robusta; a estrutura é sólida. A cabeça é em boa proporção com o corpo e moderadamente larga entre os olhos. A testa é ligeiramente arredondada. As bochechas não são muito destacadas, e moderadamente arqueadas quando vistas de cima. As orelhas firmes e eretas são de tamanho médio e moderadamente largas na base. Os olhos são de tamanho médio e em forma de amêndoa. Os tons dos olhos podem ser diferentes tons de marrom, variando de marrom a quase preto. O peito é amplo e profundo. A cauda felpuda atinge pelo menos a altura dos jarretes e é ligeiramente curva. Caudas enroladas são inadmissíveis. As patas são redondas e compactas, com arcos bem justos. Os coxins plantares são muito resistentes. As unhas são curtas, fortes e de cor escura. Os ergôs (dedo de lobo) são normalmente removidos. O pastor rei vem com uma ampla gama de cores: Fulvo, capa-preta com bege, dourado, creme, e marcação tan ou partes prateadas. Cores pálidas, desbotada são faltas graves. O subpêlo tem pouca cor, exceto nos cães preto sólido. Cães de pelagem branca, azul, ou cor de fígado ou cães com nariz diferente de preto não são aceitos na pista de exposições. Filhotes mudam de cor até a sua pelagem definitiva. Há duas variedades de pelagem: Pêlo denso e liso, e pelo comprido levemente ondulado.

### Temperamento
O pastor rei é auto-confiante, com uma personalidade bem-equilibrada e sistema nervoso saudável. Eles não devem apresentar qualquer timidez ou nervosismo. Eles são extremamente inteligentes, fáceis de treinar e ansiosos e fiéis para agradar seus donos. Esta raça se sai bem no pastoreio de ovelhas e como cão de trabalho. Eles também são, naturalmente, guardiões corajosos e cão de vigia, mostrando coragem, força, e persistência em seu papel como protetor. São agradáveis companheiros e são amigáveis com outros animais e crianças.

## Cuidados

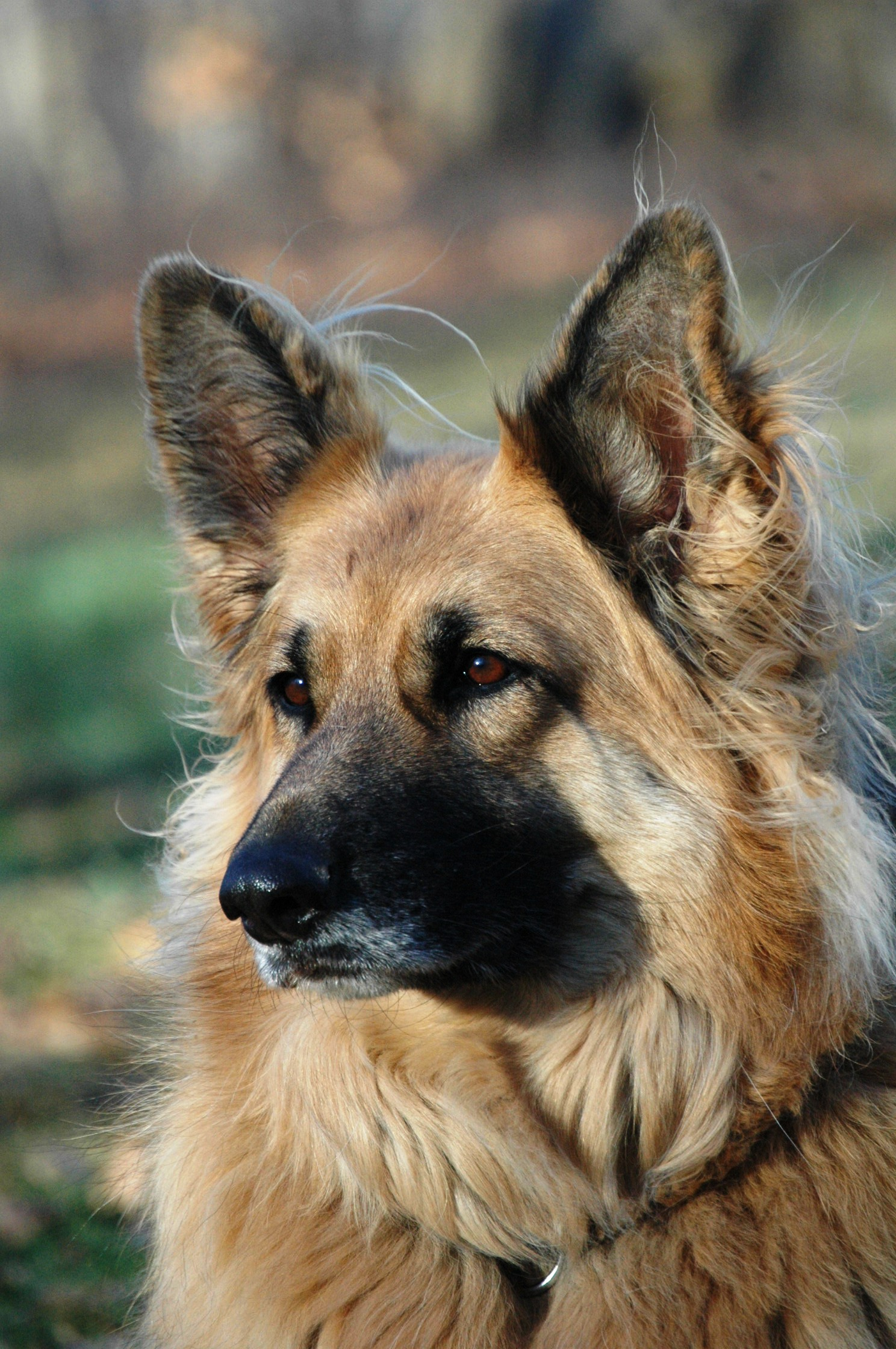
Um Pastor rei de máscara clara.

Pastores rei são muito inteligentes e cheios de energia, e precisam de uma tarefas desafiadoras, estimulação mental e muitos exercícios físicos. O Pastor rei tolera bem as atividades extenuantes.

## Origem
Dois criadores americanos Shelly Watts-Cross, e David Turkheimer criaram esta grande raça a partir do Pastor Shiloh, como Pastor alemão de linhagens americanas e europeias e o Cão de montanha dos Pirenéus e outros guardiões de gado. Um clube organizado da raça foi fundado em 1995.

## Outras informações
A expectativa de vida do pastor rei é de 10 a 14 anos. Pastores rei estão classificados no grupo de pastoreio e tem reconhecimento por alguns clubes, como: ARBA, AKSC, WWKC, ERBDC, SKC, e o APRI.